# Sofia Bleckur
Sofia Bleckur (* 3. Juli 1984 in Rättvik) ist eine ehemalige schwedische Skilangläuferin.

## Werdegang
Bleckur trat erstmals bei den Juniorenweltmeisterschaften 2004 im norwegischen Stryn bei einem Großereignis auf. Sie wurde Siebte beim Massenstartrennen über 15 Kilometer, 27. im Freistilrennen über fünf Kilometer und Sechste mit der schwedischen Staffel. Sie lief ihr erstes Weltcuprennen im November 2004 in Gällivare, welches sie mit dem 70. Platz über 10 km klassisch abschloss. Seit 2006 nahm sie vorwiegend am Scandinavian Cup teil, den sie in der Saison 2006/07 auf den fünften Rang in der Gesamtwertung beendete. Ihre ersten Weltcuppunkte holte sie im Dezember 2007 in Kuusamo mit dem 25. Rang im Sprint. 2010 und 2011 wurde sie Dritte beim Wasalauf. Im November 2012 belegte sie in Gällivare mit dem zweiten Platz in der Staffel ihren ersten und einzigen Podestplatz im Weltcup. Bei den nordischen Skiweltmeisterschaften 2013 im Val di Fiemme belegte sie den 34. Platz im 15-km-Skiathlon und den 18. Rang im 30-km-Massenstartrennen. Ihre erste Top-Zehn-Platzierung bei einem Weltcupeinzelrennen machte sie im März 2014 in Oslo mit dem neunten Platz im 30-km-Massenstartrennen. Im Dezember 2014 erreichte sie in Davos mit dem fünften Rang über 10 km klassisch ihre beste Platzierung bei einem Einzelrennen. Bei den nordischen Skiweltmeisterschaften 2015 in Falun gewann sie Silber mit der Staffel und wurde im Skiathlon über 2 × 7,5 Kilometer und im Massenstartrennen jeweils Fünfte. Nach der Saison 2014/15 beendete sie ihre Karriere.

## Teilnahmen an Weltmeisterschaften
- 2013 Val di Fiemme: 18. Platz 30 km klassisch Massenstart, 34. Platz 15 km Skiathlon
- 2015 Falun: 2. Platz Staffel, 5. Platz 15 km Skiathlon, 5. Platz 30 km klassisch Massenstart

## Siege bei Continental-Cup-Rennen
| Nr. | Datum           | Ort     | Disziplin                   | Serie            |
| --- | --------------- | ------- | --------------------------- | ---------------- |
| 1.  | 9. Februar 2014 | Meråker | 20 km klassisch Massenstart | Scandinavian Cup |

## Platzierungen im Weltcup

### Weltcup-Statistik
Die Tabelle zeigt die erreichten Platzierungen im Einzelnen.
- 1.–3. Platz: Anzahl der Podiumsplatzierungen
- Top 10: Anzahl der Platzierungen unter den ersten zehn
- Punkteränge: Anzahl der Platzierungen innerhalb der Punkteränge
- Starts: Anzahl gelaufener Rennen in der jeweiligen Disziplin
- Hinweis: Bei den Distanzrennen erfolgt die Einordnung gemäß FIS.

| Platzierung         | Distanzrennen a | Distanzrennen a | Distanzrennen a | Distanzrennen a | Distanzrennen a | Skiathlon Verfolgung | Sprint | Etappen- rennen b | Gesamt | Team   | Team    |
| Platzierung         | ≤ 5 km          | ≤ 10 km         | ≤ 15 km         | ≤ 30 km         | > 30 km         | Skiathlon Verfolgung | Sprint | Etappen- rennen b | Gesamt | Sprint | Staffel |
| ------------------- | --------------- | --------------- | --------------- | --------------- | --------------- | -------------------- | ------ | ----------------- | ------ | ------ | ------- |
| 1. Platz            |                 |                 |                 |                 |                 |                      |        |                   |        |        |         |
| 2. Platz            |                 |                 |                 |                 |                 |                      |        |                   |        |        | 1       |
| 3. Platz            |                 |                 |                 |                 |                 |                      |        |                   |        |        |         |
| Top 10              |                 | 2               |                 | 1               |                 |                      |        |                   | 3      |        | 4       |
| Punkteränge         | 2               | 14              | 1               | 4               |                 | 2                    | 1      | 1                 | 25     |        | 8       |
| Starts              | 3               | 23              | 1               | 4               | 1               | 7                    | 8      | 3                 | 50     |        | 8       |
| Stand: Karriereende |                 |                 |                 |                 |                 |                      |        |                   |        |        |         |

### Weltcup-Gesamtplatzierungen
| Saison  | Gesamt | Gesamt | Distanz | Distanz | Sprint | Sprint |
| Saison  | Punkte | Platz  | Punkte  | Platz   | Punkte | Platz  |
| ------- | ------ | ------ | ------- | ------- | ------ | ------ |
| 2007/08 | 8      | 87.    | 2       | 68.     | 6      | 68.    |
| 2008/09 | -      | -      | -       | -       | -      | -      |
| 2009/10 | -      | -      | -       | -       | -      | -      |
| 2010/11 | 7      | 110.   | 7       | 74.     | -      | -      |
| 2011/12 | 63     | 57.    | 63      | 42.     | -      | -      |
| 2012/13 | 69     | 59.    | 57      | 43.     | -      | -      |
| 2013/14 | 51     | 69.    | 51      | 42.     | -      | -      |
| 2014/15 | 130    | 49.    | 130     | 29.     | -      | -      |